# Uromys siebersi
Uromys siebersi és una espècie de mamífer rosegador de la família dels múrids. És endèmic de l'illa de Kai Besar (Indonèsia). El seu hàbitat natural són els boscos tropicals humits, tant primaris com secundaris. Es desconeix si hi ha cap amenaça significativa per a la supervivència d'aquesta espècie. L'espècie fou anomenada en honor de l'ornitòleg neerlandès Hendrik Cornelis Siebers.